# Salvan VS
| VS ist das Kürzel für den Kanton Wallis in der Schweiz. Es wird verwendet, um Verwechslungen mit anderen Einträgen des Namens Salvan zu vermeiden. |

Salvan (dt. früher Scharwang) ist eine politische Gemeinde und eine Burgergemeinde des Bezirks Saint-Maurice im französischsprachigen Teil des Kantons Wallis in der Schweiz.

## Geografie
Die Gemeinde Salvan liegt westlich von Martigny auf der Nordseite des Trienttales am Fluss Trient. Im Westen des Gemeindegebiets liegt der nördliche Teil des Stausees Lac d’Emosson. Am Fontanabran entspringt der Bergbach Triège, der bei Le Trétien und Les Marécottes in einer engen Schlucht zum Trient hinunterfliesst.
Ortsteile sind Les Marécottes, Le Trétien, Les Granges sowie auch Van-d’en-Bas und Van-d’en-Haut, die im benachbarten oberen Tal des Flüsschens Salanfe unterhalb des Gipfels Dent du Salantin nahe der Bergkette Dents du Midi liegen.

## Geschichte

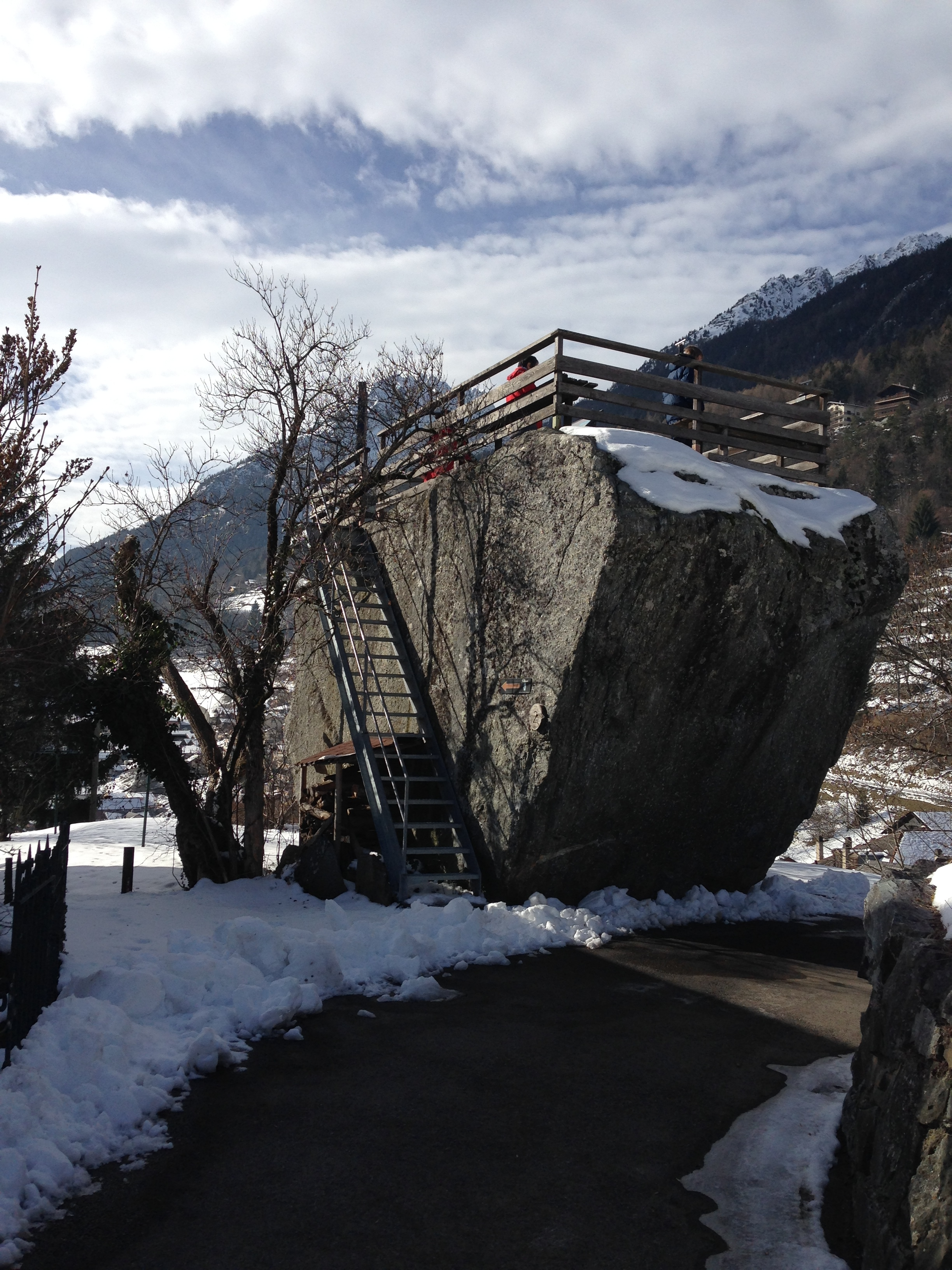
Pierre Bergère – der «Marconi-Fels»

Im 19. Jahrhundert wurde der Ort verkehrsmässig durch den Bau der Strasse Vernayaz-Chamonix 1855–67 und die Aufnahme des Postkutschenbetriebs erschlossen, 1906 durch die Eröffnung der Bahnlinie Martigny-Chamonix. In dieser Zeit entwickelte sich Salvan zum Luftkurort.
Guglielmo Marconi führte 1895 in Salvan Funkversuche durch. Als Standort diente dem späteren Nobelpreisträger für Physik die Pierre Bergère, ein neun Meter hoher erratischer Block. An ihm erinnern daran heute zwei Plaketten. Diese Reminiszenz ist umstritten.

## Bevölkerung
| Bevölkerungsentwicklung | Bevölkerungsentwicklung | Bevölkerungsentwicklung | Bevölkerungsentwicklung | Bevölkerungsentwicklung | Bevölkerungsentwicklung | Bevölkerungsentwicklung | Bevölkerungsentwicklung | Bevölkerungsentwicklung |
| ----------------------- | ----------------------- | ----------------------- | ----------------------- | ----------------------- | ----------------------- | ----------------------- | ----------------------- | ----------------------- |
| Jahr                    | 1850                    | 1900                    | 1950                    | 2000                    | 2010                    | 2012                    | 2014                    | 2016                    |
| Einwohner               | 1520                    | 1916                    | 1102                    | 1020                    | 1172                    | 1215                    | 1314                    | 1394                    |

## Sehenswürdigkeiten

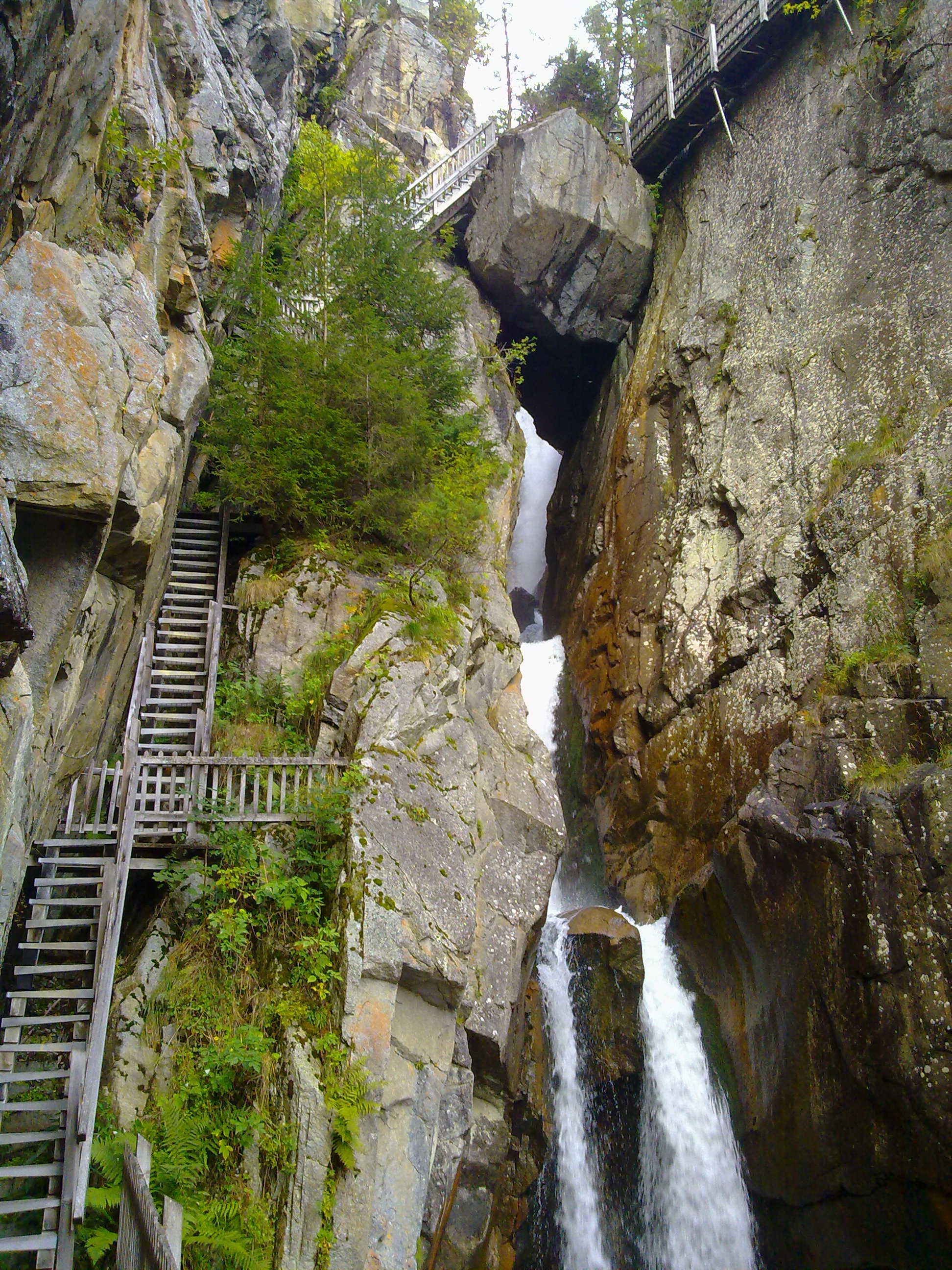
Dailley-Schlucht

Dailley-Schlucht: Der Pfad durch die Schlucht wurde 1895 angelegt und zwischen 1991 und 2011 neu gestaltet. Er bildet eine 4,5 km lange Schleife ab Les Granges und überwindet dabei einen Höhenunterschied von 410 m.

Der Weg führt durch die Schlucht, in der die Salanfe fliesst, hinauf nach Van d'en Bas über eine beeindruckende Reihe von Treppen und Stegen, die an den Felswänden hängen.

## Persönlichkeiten
- Estelle Revaz (* 1989), Cellistin und Politikerin (SP), wuchs in Salvan auf

## Weblinks

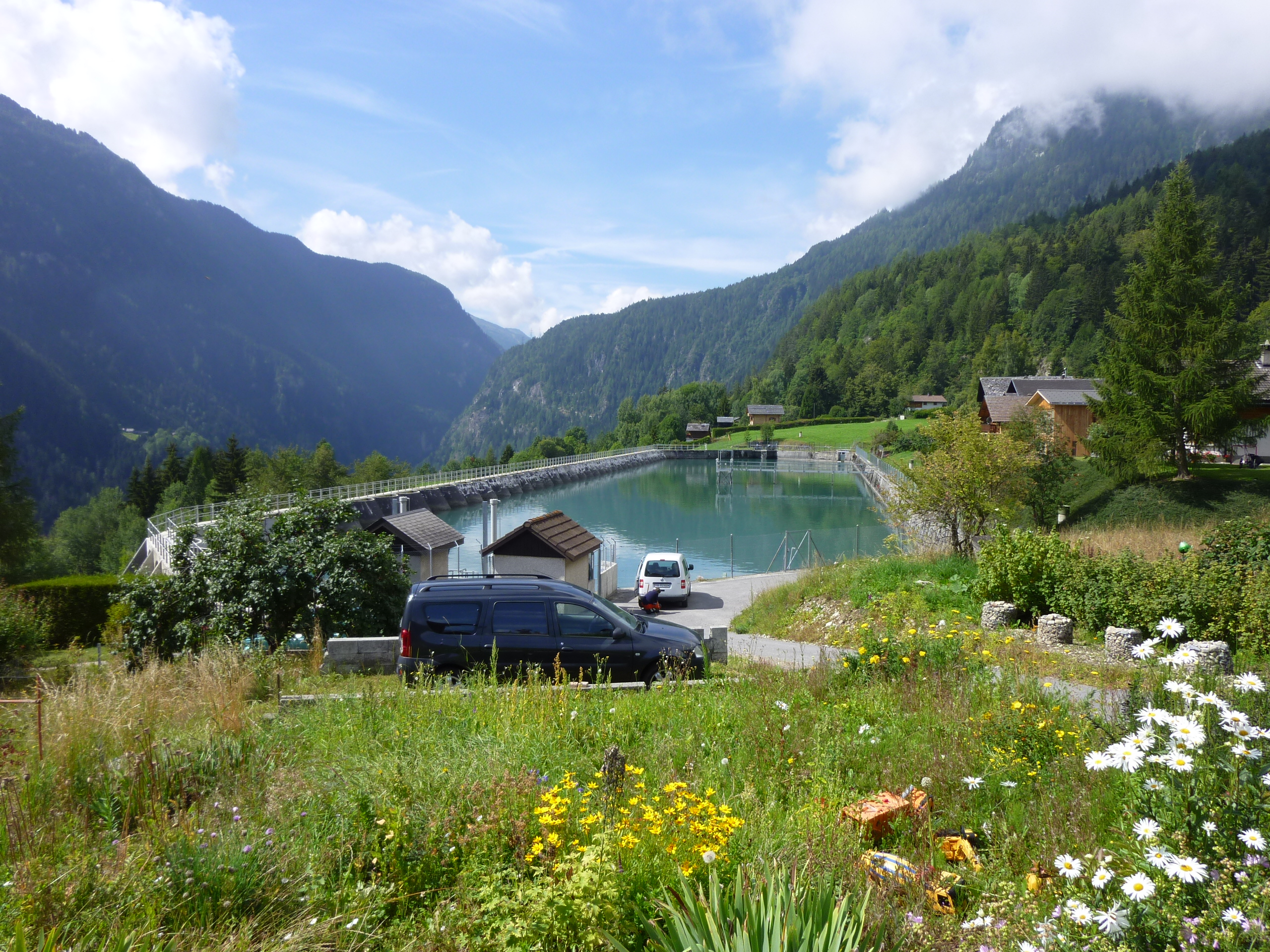
Speicherbecken der SBB mit Landschaft in Les Marécottes (August 2011)